# Наскальное искусство Сахары

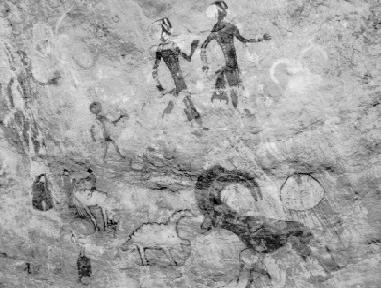
Пещерные рисунки эпохи неолита в Тассилин-Аджер

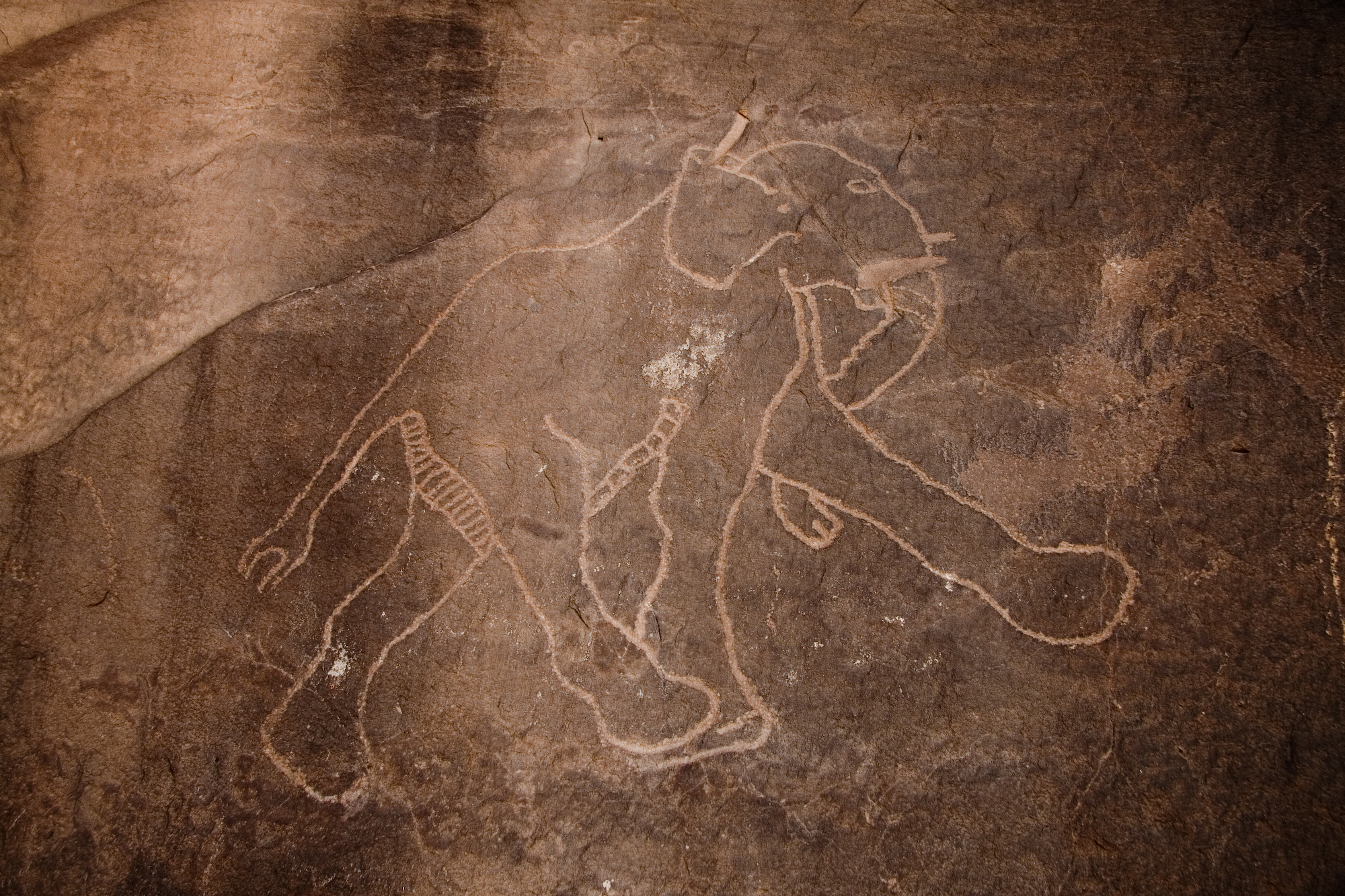
Наскальное изображение слона в регионе Тадрарт-Акакус, Ливия. Изображение позволяет судить о драматических климатических изменениях в регионе

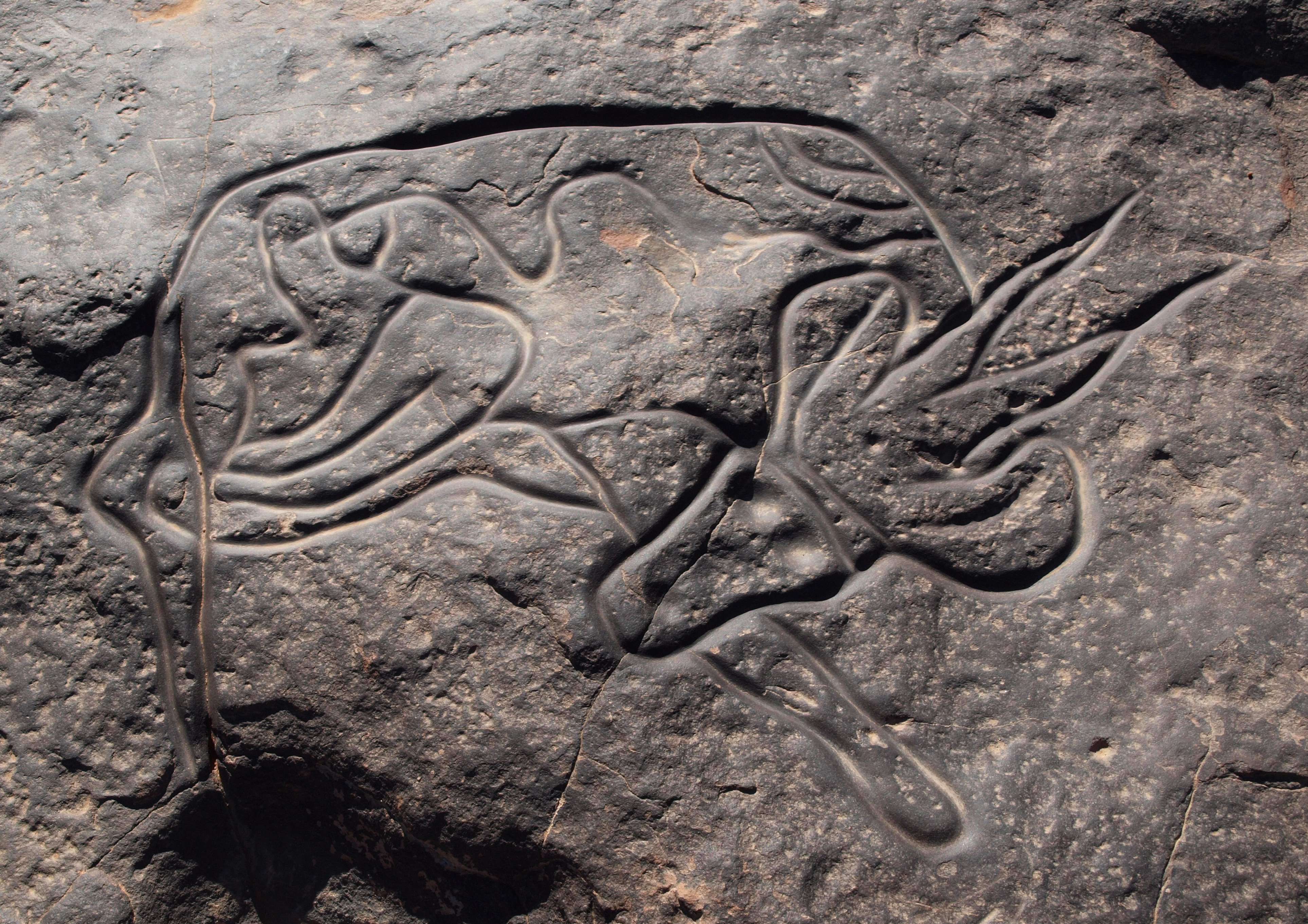
Наскальное изображение лежащей антилопы или газели. Тин-Тагирт, Тассилин-Аджер

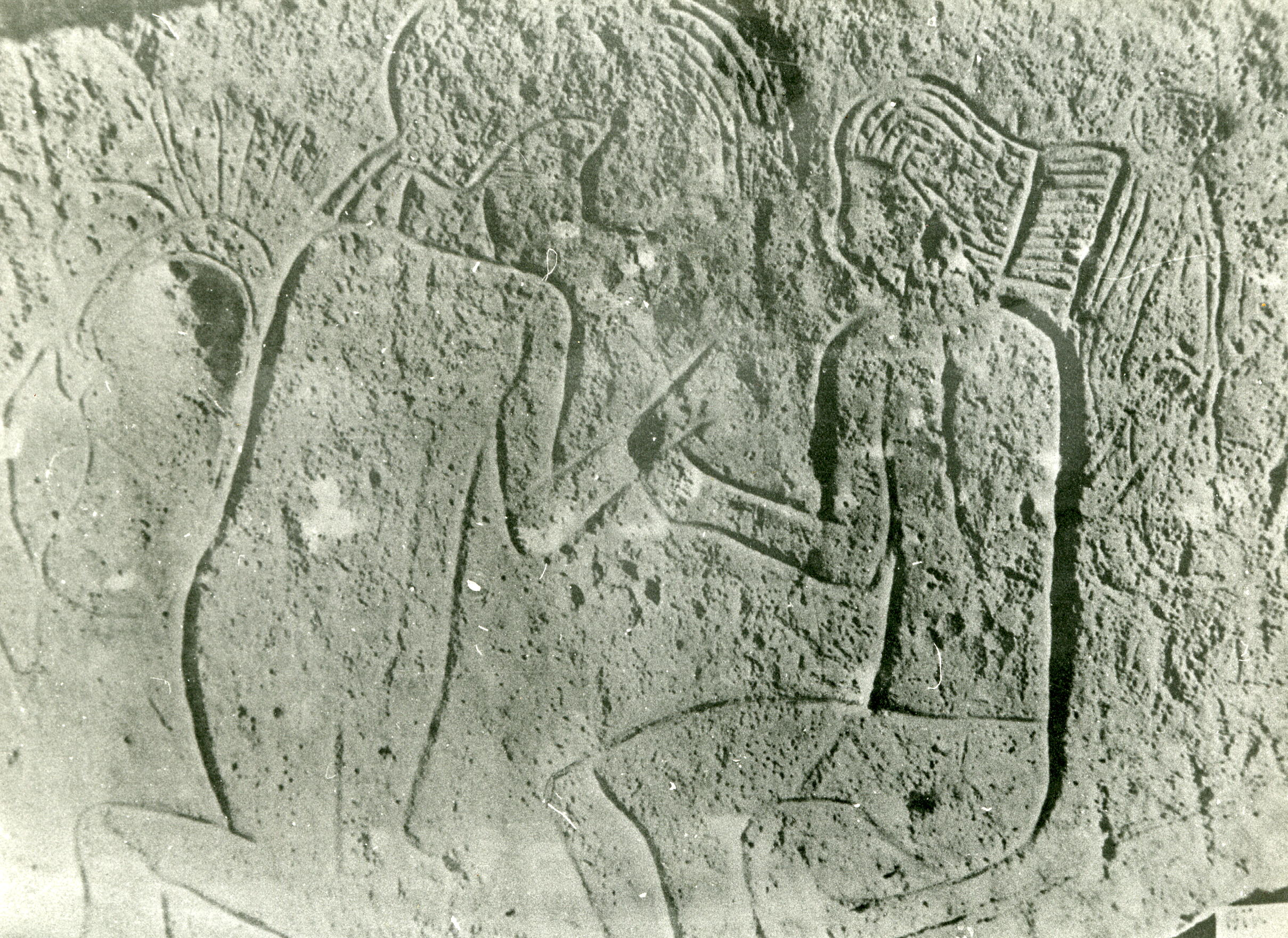
Неолитические изображения в Джельфе

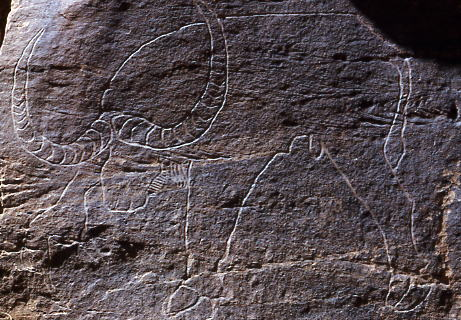
Кеф-эль-Ахаль (южный Оран), крупный буйвол

Наскальное искусство Сахары — серия доисторических изображений, выбитых или нарисованных на природных скалах в центральной части пустыни Сахара. Всего насчитывается около 3000 таких памятников, от массива Тибести до Ахаггарских гор.

## Археологические регионы
Ниже приведен далеко не исчерпывающий список крупнейших археологических регионов Сахары, где обнаружены доисторические наскальные рисунки:
- Пещера пловцов, Египет
- горы Тибести, Чад
- Вади-Метхандуш, Ливия
- Тадрарт-Акакус, Ливия
- Тассилин-Аджер, Алжир
- Наскальные рисунки южного Орана, Алжир
- Наскальные рисунки Джельфы, Алжир
- горы Ахаггар, Алжир
- долина реки Драа, Марокко
- Фигигские петроглифы, Марокко
- плато Аир, Нигер
- Наскальное искусство из Айн-Сефры
- Наскальное искусство из Эль-Баяда
- Наскальное искусство из Афлу
- Наскальное искусство из Тиарета
- Наскальное искусство из Бу-Саады (Алжир)
- Наскальное искусство из Константины (Алжир)
- Наскальное искусство из Тагита (Алжир)
- Наскальное искусство из Феззана (Ливия)

Наскальные рисунки, обнаруженные в Тассилин-Аджере, к северу от Таманрассета в Алжире, а также в ряде других мест, изображают активную жизнь Северной Африки в период 8000—4000 гг. до н. э., то есть в период неолитического субплювиала. Часть гравюр была выполнена носителями капсийской культуры Средиземноморья, когда Сахара представляла собой саванну, где обитали африканский буйвол, слон, носорог и гиппопотам, ныне обитающие значительно южнее Сахары. Изображения очень подробно передают особенности жизни в тот период.
Исследованием наскального искусства Сахары занимается Сахарская ассоциация археологических исследований (Saharan Archaeological Research Association — SARA).